# 艾氏歐白魚
艾氏歐白魚（學名：Alburnus akili）是輻鰭魚綱鯉形目雅羅魚科歐白魚屬的其中一種。分佈於土耳其貝謝伊爾湖，它們棲息在淡水湖，但因失去棲息地而滅絕。該物種體長可達1.5公分。